# Stazzona (Haute-Corse)
Stazzona település Franciaországban, Haute-Corse megyében. Lakosainak száma 34 fő (2022. január 1.). Stazzona Carcheto-Brustico, Monacia-d’Orezza, Piedicroce, Piedipartino, Pie-d’Orezza és Rapaggio községekkel határos.

## Népesség
A település népessége az elmúlt években az alábbi módon változott:
| Lakosok száma | 82   | 50   | 35   | 36   | 40   | 40   | 39   | 34   | 34   | 34   |
|               | 1968 | 1982 | 1990 | 2006 | 2013 | 2015 | 2017 | 2019 | 2020 | 2022 |